# Saint-Jean (Valais)
Saint-Jean foi uma comuna da Suíça, no Cantão Valais, com cerca de 230 habitantes. Estendia-se por uma área de 15,5 km², de densidade populacional de 15 hab/km². Confinava com as seguintes comunas: Ayer, Chalais, Chandolin, Grimentz, Grône, Nax, Vissoie. 
A língua oficial nesta comuna era o Francês.

## História
Em 1 de janeiro de 2009, passou a formar parte da comuna de Anniviers.